# Fantacampionato
Fantacampionato Gazzetta (precedentemente Magic Gazzetta) è un portale sportivo italiano e app dedicato alla gestione di squadre di fantacalcio, di proprietà de La Gazzetta dello Sport, nato col nome Magic nel 2001. In seguito ad un rebrand, è stata creata l'applicazione ufficiale Fantacampionato Gazzetta (precedentemente Magic Gazzetta) per dispositivi mobili Android e iOS.

## Storia
La Gazzetta dello Sport, a partire dall'estate 1994, ospitò il gioco del fantacalcio sulle sue pagine fornendo le votazioni per calcolare i punteggi delle fantasquadre. L'iniziativa fu un grosso successo editoriale: inizialmente era ipotizzata una partecipazione di circa 10.000 partecipanti ma, nel corso dell'anno, furono raggiunti 70.000 iscritti. In seguito al successo della versione cartacea, La Gazzetta dello Sport ha creato la piattaforma digitale Magic, che nel 2022 diventa Fantacampionato.

### DaMagicaFantacampionato
A partire dal 6 giugno 2022, Magic è diventato Fantacampionato; le principali differenze introdotte con la nuova piattaforma sono:
- nuova App e nuovo Sito;
- semplificazione del regolamento con la rimozione del trequartista;
- budget per comporre la rosa passato a 500 fanta milioni;
- massimo 3 squadre per ogni fantallenatore;
- stop ai concorsisti;
- introduzione della classifica élite;
- fino a 3 cambi di mercato ogni giornata;
- il gioco Magic Mister è stato sostituito dal gioco Testa a Testa;
- +3 punti per ogni gol segnato, indipendentemente dal ruolo;
- tolte le plusvalenze durante il calciomercato estivo;
- modificatore difesa ridotto a 3 livelli di punteggio;
- bonus capitano semplificato: +1 se il capitano prende almeno voto 7, -1 se il capitano prende al massimo 5;
- rosa passata da 23 a 25 giocatori.

## Peculiarità di gioco

### Regole[3]
Il gioco prevede la creazione e la gestione di squadre virtuali da parte dei partecipanti. Ogni Fanta Allenatore ha a disposizione 500 "Fanta Milioni" per acquistare un allenatore e 25 calciatori scelti tra quelli partecipanti al Campionato di Serie A.
La rosa deve includere:
- 3 portieri
- 8 difensori
- 8 centrocampisti
- 6 attaccanti
- 1 allenatore

Le squadre vengono create e gestite tramite il sito ufficiale fantacampionato.gazzetta.it o l’app "Fantacampionato Gazzetta".
Prima di ogni giornata, negli stessi orari previsti per la creazione della squadra, è possibile per il Fanta Allenatore effettuare operazioni di mercato e sostituzioni all'interno della propria/e rosa/e. In particolare, il Fanta Allenatore può modificare la propria formazione (gli 11 calciatori che scenderanno in campo e i 14 della panchina, oltre all'allenatore) attingendo dalla propria rosa ed eventualmente modificando il modulo di gioco, utilizzando quelli accettati dal sistema. 
Nel corso della stagione, ciascun Fanta Allenatore può cambiare la/e propria/e squadra/e operando sul mercato per sostituire alcuni calciatori o l'allenatore. Dopo ciascun turno il valore dei calciatori e dell'allenatore può mutare in funzione delle variazioni di mercato, della prestazione offerta in campo e dei relativi punti conquistati.
Ogni operazione deve rispettare gli stessi vincoli seguiti per la creazione della squadra: senza andare in passivo con i crediti a disposizione, per ogni calciatore venduto si dovrà acquistarne un altro dello stesso ruolo. Il Fanta allenatore può comprare e vendere i giocatori e l'allenatore ogni giornata fino ad un massimo di tre per ciascuna squadra ed in funzione dei Fanta Milioni a disposizione: ad ogni acquisto deve corrispondere una cessione e viceversa. Sono illimitati i cambi di mercato effettuati fino a 1 minuto prima dell’inizio della prima giornata del campionato di calcio di Serie A. Al termine della 19ª giornata di Campionato di Calcio di Serie A tutti i Fanta Allenatori hanno a disposizione per rafforzare la propria rosa 5 cambi extra.

### Punti
Le squadre accumulano punti in base alle prestazioni reali dei calciatori e degli allenatori durante le giornate del campionato. Il sistema di calcolo è basato sui voti attribuiti dalla redazione de "La Gazzetta dello Sport" e su specifici bonus e malus.
Bonus per i calciatori:
- +3 punti per ogni gol segnato
- +1 punto per ogni assist
- +3 punti per ogni rigore parato
- +1 punto per il portiere con "porta inviolata" (minimo 30 minuti giocati)

Malus per i calciatori:
- -0,5 punti per ogni ammonizione
- -1 punto per ogni espulsione
- -1 punto per ogni gol subito dal portiere
- -2 punti per ogni autogol
- -3 punti per ogni rigore sbagliato

Punti per gli allenatori:
- +1 punto per ogni vittoria della squadra
- +1 punto per ogni gol segnato da un sostituto
- -1 punto per ogni sconfitta
- -0,5 punti per ogni ammonizione ricevuta
- -1 punto per ogni espulsione ricevuta

Inoltre, sono previsti modificatori come il "modificatore della difesa" e il "modificatore del capitano" per incentivare particolari strategie di gioco.

## Classifiche
Fantacampionato Gazzetta prevede diverse classifiche che si aggiornano regolarmente:
Classifica Generale:
- Comprende tutte le squadre partecipanti e tiene conto dei punteggi accumulati dalla 6ª alla 38ª giornata.
- Le prime 200 squadre riceveranno premi alla fine del concorso.

Classifiche di Giornata:
- Premiano le migliori 10 squadre di ogni giornata.

Torneo di Apertura:
- Include le prime 5 giornate del campionato, con una classifica dedicata.

Coppa Gazzetta:
- Competizione con gironi ed eliminazione diretta a partire dalla 10ª giornata. Le 20.000 squadre migliori nella classifica generale iniziale partecipano a gironi da 10 squadre ciascuno.

Referral Race:
- Classifica speciale per i Fanta Allenatori che invitano nuovi partecipanti.

Classifica Lettori del Quotidiano:
- Include solo le squadre che inseriscono un codice promozionale pubblicato su "La Gazzetta dello Sport".

Classifica del Girone di Ritorno:
- Tiene conto dei risultati ottenuti dalla 20ª alla 38ª giornata.

Torneo delle Leghe:
- Suddivide i partecipanti in quattro leghe (A, B, C e D) in base ai risultati della stagione precedente. Il torneo si articola in tre sotto-stagioni e prevede promozioni e retrocessioni.

## Altri giochi
Oltre al tradizionale fantaconcorso, a partire dalla stagione 2023/24, la piattaforma di Fantacampionato include altri 4 fantagiochi: Fanta5, Testa a Testa, FantaMarket e FantaDuello.

### Fanta5
In Fanta5, i partecipanti creano ogni settimana una nuova squadra composta da 10 calciatori (5 titolari e 5 riserve), scelti da una lista personalizzata. A differenza dei classici fantasy game, i giocatori utilizzati in una giornata vengono eliminati dalla lista personale per quella specifica metà del campionato, rendendoli indisponibili per le giornate successive fino alla conclusione del girone d'andata o di ritorno. Alla fine del girone d'andata, la lista viene resettata e tutti i calciatori tornano disponibili per essere nuovamente selezionati nel girone di ritorno.
Il regolamento prevede un modulo fisso (1 portiere, 1 difensore, 2 centrocampisti, 1 attaccante per i titolari e una panchina speculare) e l'assenza di limiti di budget, consentendo massima libertà di scelta tra i giocatori disponibili nella lista personale. I punti vengono assegnati sulla base delle prestazioni reali dei calciatori durante le partite di Serie A, includendo bonus e malus legati a gol, assist, ammonizioni, espulsioni e altre statistiche.
Un ulteriore elemento strategico è il "Bonus Varietà", che premia i Fanta Allenatori con punti extra se i calciatori selezionati appartengono a club differenti. La classifica generale si aggiorna settimanalmente, sommando i punteggi di ogni giornata, fino a determinare i vincitori al termine della stagione.

### FantaMarket
In FantaMarket, i partecipanti esprimono previsioni sul destino di specifici calciatori di Serie A, rispondendo a una serie di domande relative a trasferimenti e permanenze. Le risposte corrette conferiscono punti utili a scalare una classifica generale. Il gioco si sviluppa in periodi di partecipazione che coincidono con le settimane del calciomercato estivo, con estrazioni periodiche e premi assegnati ai migliori concorrenti. 

### Testa a Testa
Il Testa a Testa è una modalità di gioco in cui i partecipanti pronosticano i vincitori di sfide individuali tra coppie di calciatori dello stesso ruolo. Per ogni giornata di campionato, vengono proposte 11 sfide e i partecipanti scelgono quale giocatore, tra i due in competizione, otterrà il miglior "Fanta Voto" basato sulle pagelle e sui bonus/malus pubblicati da La Gazzetta dello Sport.
Ogni pronostico corretto assegna un punto, con un massimo di 11 punti per giornata. I punteggi contribuiscono sia a classifiche giornaliere, con premi per chi realizza il punteggio pieno, sia a una classifica generale che premia i migliori partecipanti al termine della stagione.

### FantaDuello
Fantaduello consiste in una sfida virtuale tra due partecipanti. La partita si sviluppa in 11 turni consecutivi, ognuno basato su una "statistica dominante" scelta casualmente dal software tra parametri come gol, assist, media voto, fantamedia e altri dati reali dei calciatori di Serie A.
All'inizio del gioco, i partecipanti pescano carte raffiguranti calciatori di Serie A da un mazzo virtuale di 22 carte. Durante ogni turno, entrambi scelgono una carta in base alla "statistica dominante" e si confrontano per stabilire chi abbia il valore più alto. Il vincitore del turno guadagna 1 punto; in caso di parità, il punteggio viene congelato e assegnato nel turno successivo.
Al termine degli 11 turni, il vincitore è determinato dal numero di turni vinti, con un punteggio complessivo calcolato come differenza tra turni vinti e persi. Ogni partecipante riceve comunque 1 punto bonus per la partecipazione.